# اوگنین اوژگوویچ
اوگنین اوژگوویچ (سیریلیک صربی: Огњен Ожеговић؛ زادهٔ ۹ ژوئن ۱۹۹۴) بازیکن فوتبال اهل صربستان است.
از باشگاه‌هایی که در آن بازی کرده‌است می‌توان به باشگاه فوتبال وویوودینا، باشگاه فوتبال چانگچون یاتای، باشگاه فوتبال راد، باشگاه فوتبال ستاره سرخ بلگراد، باشگاه فوتبال دارمشتات ۹۸، و باشگاه فوتبال یاگودینا اشاره کرد.
وی همچنین در تیم‌های ملی فوتبال زیر ۲۱ سال صربستان، و صربستان بازی کرده‌است.